# 萝丝玛丽·克鲁尼
萝丝玛丽·克鲁尼（英語：Rosemary Clooney，1928年5月23日—2002年6月29日）是一位美国歌手、演员，她在1950年代初以歌曲来吧-我的房子而声名鹊起，其它代表作包括：如“Botch-a-Me”、“意大利曼波”、“温柔地”、“Half as Much” ”、“嘿，那里！”和“这栋古老的房子”，除此之外，她作为一位爵士乐歌手也颇有建树。克鲁尼的事业在1960年代萎靡不振，部分原因是与抑郁症和吸毒有关的问题，但在1977年，当她的电影《白色圣诞节》的合作演员宾·克罗斯比邀请她与他一起出现在纪念他在演艺界50周年的演出中时又开始恢复事业，直至2002年去世。

美国知名演员乔治·克鲁尼是其侄子。

## 早年生平

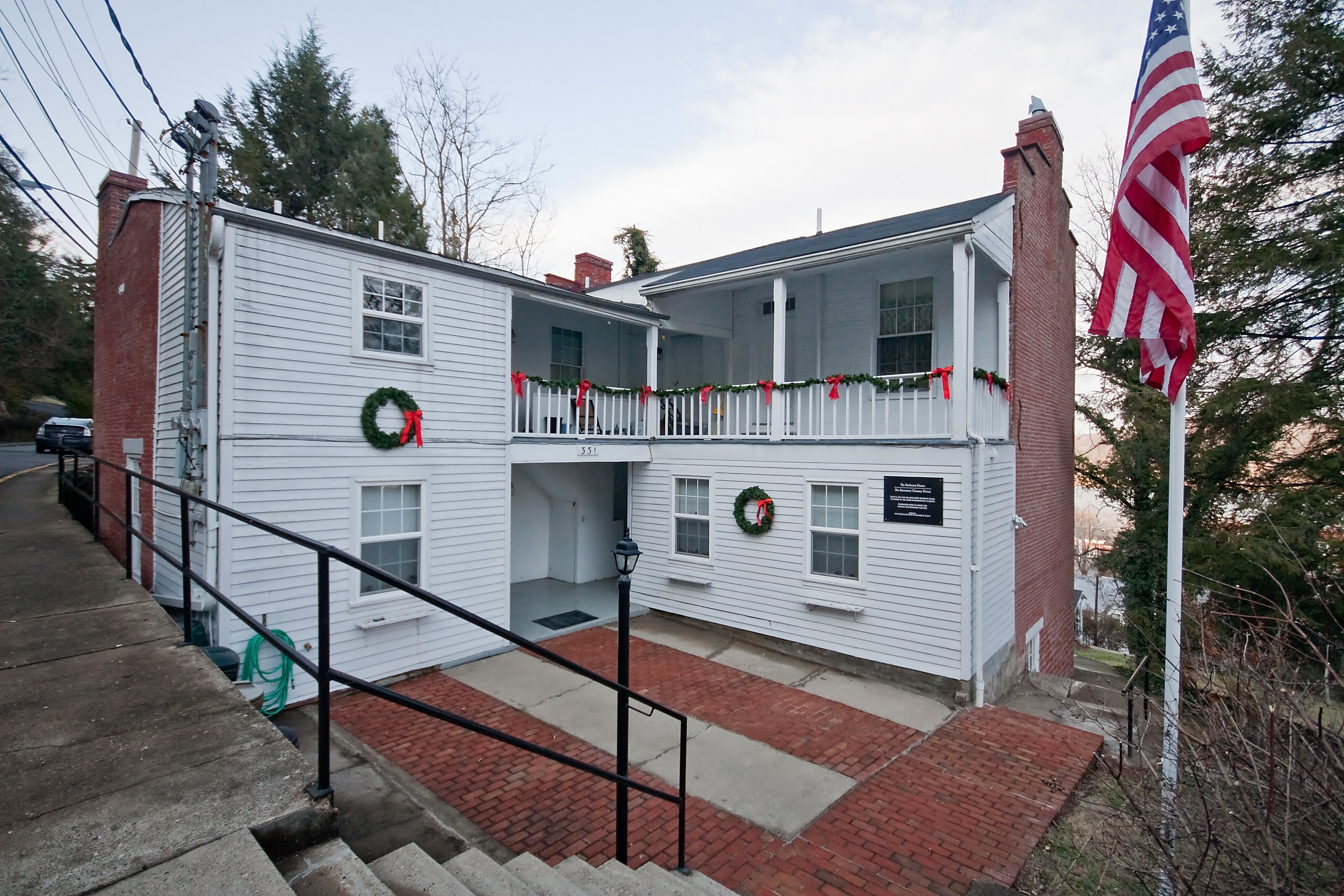
位于美国肯塔基州梅斯维尔的约翰·布雷特·里奇森之家

罗斯玛丽·克鲁尼出生在美国肯塔基州的梅斯维尔，是玛丽·弗朗西斯（原名吉尔福伊尔）和安德鲁·约瑟夫·克鲁尼的女儿。她是家中的五个孩子之一。她的父亲有爱尔兰和德国血统，她的母亲有西班牙和爱尔兰血统。在克鲁尼15岁时，她的母亲和弟弟尼克搬到了加利福尼亚。她的姐姐贝蒂和她留在了他们的父亲身边。 

罗斯玛丽和贝蒂成为了艺人，而尼克成为了一名新闻记者和电视广播员。1945年，克鲁尼姐妹在辛辛那提的WLW电台赢得了一个歌手的位置。她的妹妹贝蒂在罗斯玛丽早期职业生涯的大部分时间里与她一起唱二重唱。

## 职业生涯

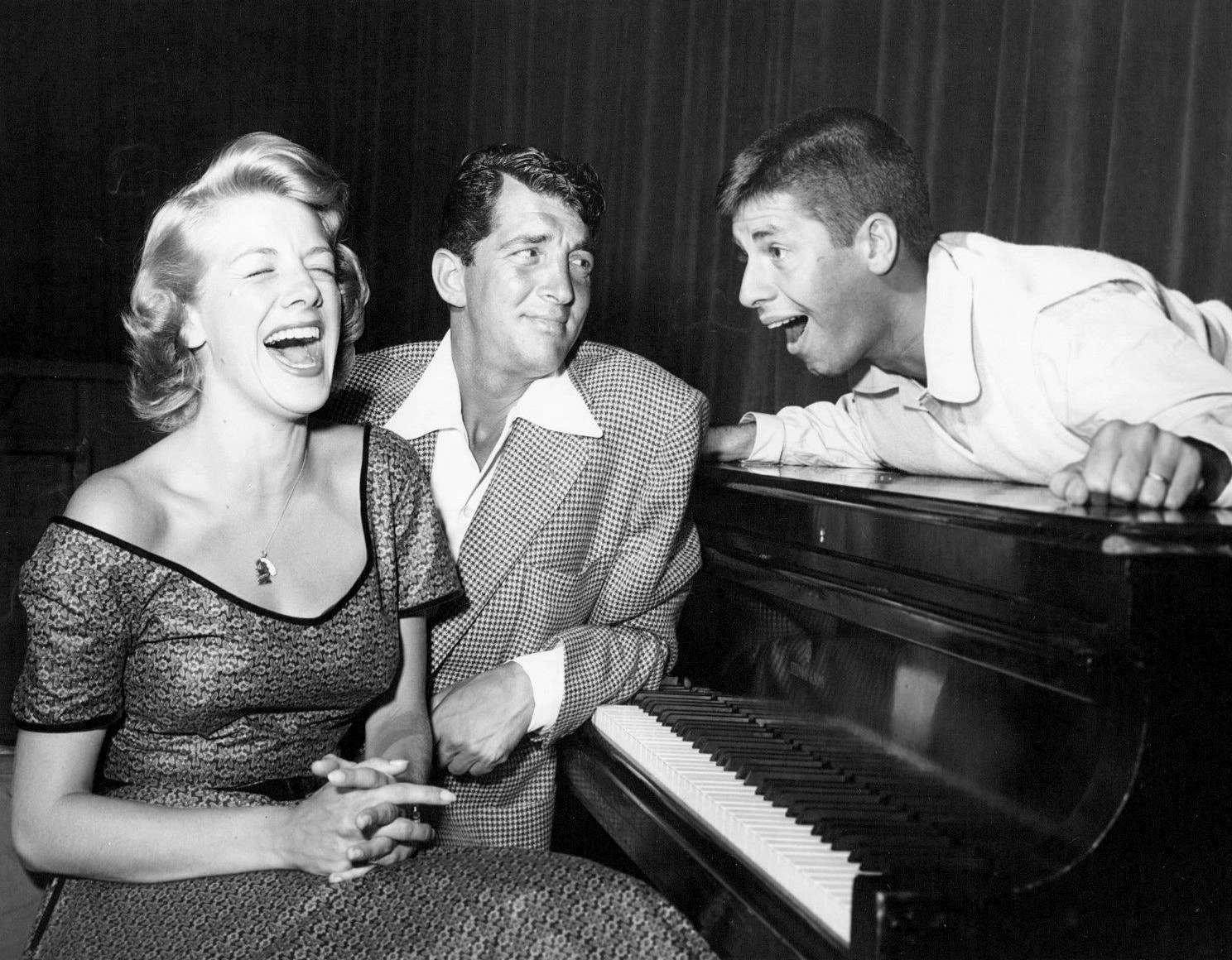
1952年，罗斯玛丽·克鲁尼、迪安·马丁和杰里·刘易斯在电视上的高露洁喜剧时间

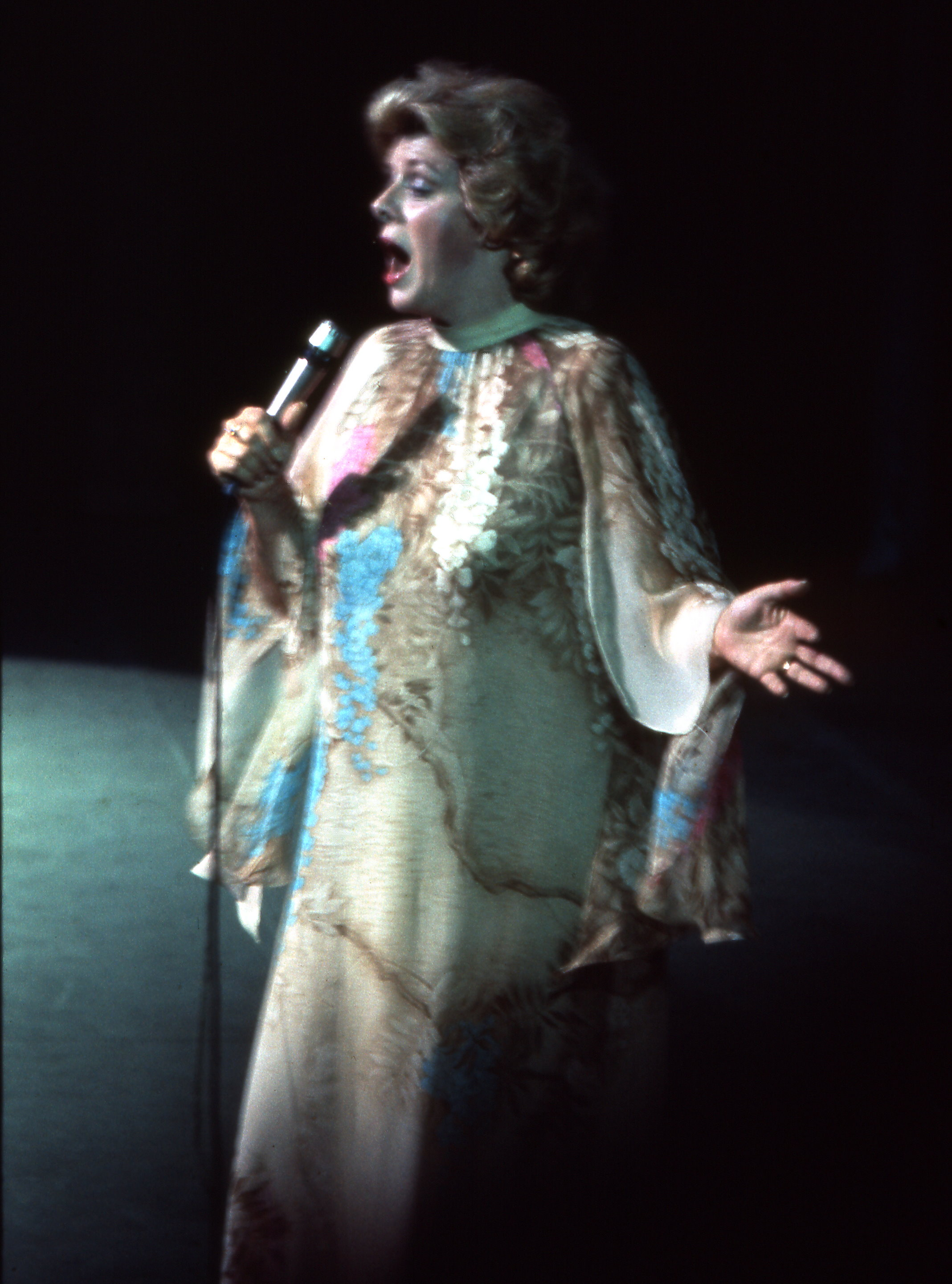
1977年的克鲁尼在台上唱歌

1946年5月，哥伦比亚唱片为克鲁尼录制了第一张唱片。她与托尼·帕斯特尔的大乐团一起唱歌。克鲁尼继续与帕斯托尔乐队合作，直到1949年5月，她与乐队进行了最后一次录音。一个月后，她第一次作为独唱艺术家，仍然是为哥伦比亚公司工作。在1950-51年，她是CBS电台和电视版“Songs For Sale”一节目的常客。1951年，由米奇·米勒制作，她录制的“Come On-a My House”成为了当时的热门歌曲。这是她众多单曲中的第一首，尽管克鲁尼非常讨厌这首歌。哥伦比亚唱片公司告诉她要录制这首歌，倘若她不这样做，就会违反她的合同。克鲁尼与玛琳·黛德丽录制了几首二重唱，并在20世纪50年代初出现在CBS的费伊·爱默生的神奇小镇节目系列当中。克鲁尼还在知名广播员阿瑟·戈弗雷的广播节目中做了几次客串，当时是由立顿茶赞助的。他们在他弹奏他的乌克丽丽时进行了二重唱，其他时候，她会唱她最新的歌曲之一。
1954年，她与宾•克罗斯比、丹尼·凯伊和薇拉•艾伦一起主演了电影《白色圣诞》。1956年，她出演了一个半小时的综艺节目《罗斯玛丽·克鲁尼秀》，该节目还有歌唱组合Hi-Lo's和小纳尔逊·斯莫克·瑞达尔的管弦乐队。第二年，该节目移至NBC黄金时段，名为《罗斯玛丽-克鲁尼主演的力士秀》，但只持续了一季。这个新节目的特色是歌唱组合Modernaires和弗兰克·德沃尔的管弦乐队。在后来的日子里，克鲁尼经常与宾-克罗斯比一起出现在电视上，例如在1957年的特别节目《艾德赛尔秀》中，这两位朋友还一起在爱尔兰进行了巡回演出。1957年11月21日，她出现在NBC的《福特秀》由田纳西·厄尼·福特主演，这是一个经常进入“前20名”的节目，并有一个名为“前20名”的音乐团体。1960年，克鲁尼和克罗斯比共同主演了一个20分钟的CBS广播节目宾·克罗斯比与罗丝玛丽·克鲁尼秀在每个工作日的午间新闻前播出。

克鲁尼在1958年离开哥伦比亚唱片公司，为米高梅唱片公司制作了一些唱片，然后又为珊瑚唱片公司做了一些唱片。最后，在1958年年底，她与RCA Victor签约，在那里她一直录制到1963年。1964年，她与Reprise唱片公司签约，并在1965年与Dot唱片公司签约。
1976年，克鲁尼与联艺唱片公司签约，录制了两张专辑。从1977年开始，她每年为Concord Jazz唱片公司录制一张专辑，这个时间表一直持续到她去世。这与她那一代的大多数歌手形成了鲜明的对比，他们那时早已停止了定期录音。在20世纪70年代末和80年代初，克鲁尼为Coronet牌纸巾做了电视广告，期间她唱了一句令人难忘的广告词："当你购买Coro-net时，你会得到额外的价值"。克鲁尼在1986年与野人费舍尔对唱了《这是个很难做的生意》，1994年，她在巴瑞·曼尼洛于1994年发布的专辑《与大乐队一起歌唱》中与他对唱了《绿眼睛》

1995年，克鲁尼客串了NBC电视医疗剧《急诊室的故事》（由她的侄子乔治·克鲁尼主演）；由于她的表演，她获得了黄金时段艾美奖戏剧系列杰出女嘉宾的提名。1996年1月27日，克鲁尼出现在加里森-基洛的《草原家园伴侣》广播节目中。她演唱了Manilow于1984年发布的专辑《2:00 AM Paradise Cafe》里的歌曲"When October Goes"，由约翰尼·莫瑟填词、Barry Manilow谱曲，并合作讨论了Manilow这位音乐家的卓越表现。

克鲁尼还于1998年获得歌手协会终身成就奖。1999 年，她创立了罗斯玛丽克鲁尼音乐节，每年在她的家乡梅斯维尔举行。她每年都在音乐节上演出，直至去世。所得款项用于修复梅斯维尔的罗素剧院，克鲁尼的第一部电影《星光熠熠》于1953年在此首映。

2002年，克鲁尼荣获格莱美终身成就奖。